# Temporada de furacões no Atlântico de 1856
A temporada de furacões no Atlântico de 1856 contou com seis ciclones tropicais, cinco dos quais atingiram a costa. O primeiro sistema, o furacão Um, foi observado pela primeira vez no Golfo do México em 9 de agosto. A última tempestade, o furacão Seis, foi observada pela última vez em 22 de setembro. Essas datas se enquadram no período de maior atividade de ciclones tropicais no Atlântico. Apenas dois ciclones tropicais durante a temporada existiram simultaneamente. Um dos ciclones tem apenas um único ponto conhecido em sua trajetória devido à escassez de dados. Operacionalmente, acredita-se que outro ciclone tropical tenha existido na área de Wilmington, Carolina do Norte, em setembro, mas o HURDAT – o banco de dados oficial de furacões no Atlântico – exclui esse sistema. Outro ciclone tropical que existia no nordeste dos Estados Unidos em meados de agosto foi posteriormente adicionado ao HURDAT.
Quatro ciclones tropicais atingiram o status de furacões, incluindo dois que se tornaram grandes furacões, categoria 3 ou superior na escala de ventos de furacões Saffir-Simpson dos dias modernos. No entanto, na ausência de satélites modernos e outras tecnologias de sensoriamento remoto, apenas as tempestades que afetaram áreas terrestres povoadas ou encontraram navios no mar são conhecidas atualmente, portanto, o total real pode ser maior. Um viés de subcontagem de zero a quatro ciclones por ano entre 1886 e 1910 foi estimado. O ciclone mais forte da temporada, o primeiro furacão, atingiu a força de pico na categoria 4 com ventos de 240 km/h (150 mph). Conhecido como o furacão Last Island de 1856, ele trouxe devastação ao sul da Louisiana. Mais de 200 pessoas morreram depois que uma tempestade submergiu Last Island, tornando-o um dos furacões mais mortíferos da história da Louisiana. O furacão Dois trouxe fortes chuvas e rajadas para Barbados e Granada, causando danos "consideráveis". As tempestades tropicais Três e Quatro tiveram um impacto menor no nordeste dos Estados Unidos e em Cuba, respectivamente. Além disso, o furacão Cinco causou quatro mortes em Inágua, Bahamas e teve um impacto menor em Cuba e nos Estados Unidos.
A atividade da temporada foi refletida com uma classificação de 49 de energia de ciclone acumulada baixa (ECA).

## Sistemas

### Furacão Um
Furacão Last Island de 1856
Em 9 de agosto, um furacão mínimo foi observado perto de Dry Tortugas. A tempestade moveu-se para noroeste e se fortaleceu, tornando-se uma furacão de categoria 2 a cerca de 12 horas mais tarde. O furacão atingiu a categoria 3 e fortaleceu-se no final de 9 de agosto. Ele continuou a se aprofundar e se tornou uma furacão de categoria 4 no dia seguinte. às 18:00 UTC em 10 de agosto, o furacão atingiu seu pico de intensidade com ventos máximos sustentados de 240 km/h (150 mph) e uma pressão barométrica mínima de 934 mbar (27.6 inHg)  . Simultaneamente, a tempestade atingiu a costa em Last Island, Louisiana. Enfraqueceu rapidamente para o interior e caiu para a intensidade da tempestade tropical em 11 de agosto. O sistema então derivou para o nordeste, até se dissipar sobre o Mississippi no início de 12 de agosto.
Ao largo, pelo menos 183 pessoas morreram afogadas depois que navios a vapor e escunas afundaram em mares agitados produzidos pelo furacão. Uma maré de tempestade entre 3.4 and 3.7 m (11 and 12 ft) atacou Last Island, Louisiana. A ilha ficou completamente submersa, com praticamente todas as estruturas destruídas, incluindo hotéis e casinos, enquanto todas as plantações foram arruinadas. Além disso, a própria Last Island se dividiu em duas. No interior, fortes chuvas causaram o transbordamento do rio Mermentau, destruindo plantações e todas as casas em Abbeville. A tempestade produziu até 334 mm (13.14 in) de precipitação para Nova Orleães. Na freguesia de Plaquemines, os arrozais ficaram a vários metros de água, enquanto muitas laranjeiras perderam os seus frutos. A tempestade resultou em pelo menos 200 fatalidades, tornando-o um dos ciclones tropicais mais mortíferos da história da Louisiana.

### Furacão Dois
Um furacão com ventos de 130 km/h (80 mph) foi inicialmente observada a cerca de 1 000 km a noroeste da costa da Venezuela em 13 de agosto. O ciclone seguiu para o oeste e cruzou Granada, antes de entrar no leste do Caribe. Fortes chuvas e rajadas foram relatadas em Barbados e Granada. Este sistema foi observado pela última vez perto de La Orchila, Venezuela, em 14 de agosto. 

### Tempestade tropical Três
A terceira tempestade tropical da temporada se desenvolveu em 19 de agosto a cerca de 270 km a sudeste de Cabo Fear, Carolina do Norte. Às 11:00 UTC naquele dia, atingiu a costa perto de Cape Lookout com ventos de 97 km/h (60 mph). A tempestade viajou para o norte e emergiu na Baía de Chesapeake perto de Norfolk, Virgínia. A tempestade continuou viajando para o norte perto da costa leste dos EUA antes de finalmente se dissipar em Rhode Island em 21 de agosto. Chuvas e ventos fortes foram relatados em Connecticut, Massachusetts, Nova Iorque e Washington, DC Este sistema era conhecido como Charter Oak Storm, porque derrubou o famoso Charter Oak em Hartford, Connecticut.

### Tempestade tropical Quatro
Um número limitado de fontes indica que uma tempestade tropical esteve brevemente ativa nas proximidades de Havana, Cuba, em 21 de agosto.

### Furacão Cinco
Furacão dos Estados do Sul de 1856
Um furacão se formou ao norte de Hispaniola em 25 de agosto. Ele se moveu para o oeste, passando sobre as Ilhas Inagua antes de atingir a costa norte de Cuba como um furacão de categoria 2 em agosto. 27. O ciclone enfraqueceu para a categoria 1 ao cruzar a ilha, perto de Matanzas, mas recuperou primeiro a categoria 2 e depois a categoria 3 enquanto se movia para o norte através do Golfo do México. O ciclone atingiu a costa perto de Panama City, Flórida, em 31 de agosto como uma furacão de categoria 2. Posteriormente, enfraqueceu rapidamente para uma tempestade tropical enquanto se movia para o norte através da Geórgia e da Carolina do Sul. A tempestade entrou no Atlântico a partir do estado da Virgínia no dia seguinte e se dissipou em 3 de setembro.
O furacão destruiu trinta casas em Inágua e quatro pessoas morreram lá. Vários navios encalharam na costa cubana. Na Flórida, as marés altas foram relatadas ao longo da costa. O SS Florida foi jogado em terra na Baía de St. Joseph e completamente destruído, enquanto as ruas foram inundadas com água em Apalachicola. No interior, ventos fortes e ventos fortes trouxeram muitos danos para o interior, especialmente em Marianna, que foi considerado "uma desgraça". Em Key West, foi relatado que o furacão destruiu completamente toda a ilha acima da água. Na Geórgia, as inundações danificaram várias pontes, represas e plantações de milho e algodão. Muitas ruas e calçadas em Columbus foram bloqueadas pela queda de árvores. Em Norfolk, Virgínia, em 1 de setembro, a torre de uma igreja foi derrubada pela tempestade.

### Furacão Seis
Uma sexta tempestade tropical foi observada pela primeira vez pelo brigue Caroline E. Kelly em 18 de setembro, que sofreu um forte vendaval enquanto estava localizado a cerca de 1,500 km (930 mi) leste-sudeste das Bermudas. Com ventos iniciais de 97 km/h (60 mph), a tempestade se fortaleceu lentamente enquanto se movia para norte-noroeste. Às 12:00 UTC em 19 de setembro, atingiu o status de furacão e atingiu o pico com ventos de 130 km/h (80 mph). A tempestade desacelerou e permaneceu nesta intensidade por mais de 24 horas. No final de 21 de setembro, o sistema recurvou para o oeste e enfraqueceu para uma tempestade tropical. Foi visto pela última vez pelo Pride of the Sea em 22 de setembro, enquanto localizado a cerca de 695 milhas (1.120 km) ao sul de Cape Race, Newfoundland.